# Грб Еритреје
Грб Еритреје је званични хералдички симбол афричке државе Еритреје. Грб који има облик једноставног амблема, усвојен је 24. маја 1993. године тј. непосредно после проглашења независности Еритреје од Етиопије.

## Опис
Грб се састоји из средишњег дела на којем је камила у пустињи. Средишњи део окружују две гранчице ловора (по једна са сваке стране). Испод гранчица и средишњег дела је плава трака са натписом „Држава Еритреја“ и то на енглеском, арапском и тигриња језику.

## Историја
Еритреја је свој први грб добила 1919. године по узору на италијански (јер је она у то време била колонија Краљевине Италије). Еритреја је имала грбове инспирисане европском хералдиком све до почетка анексије од стране Етиопије.

### Анексија у Етиопију
У периоду од 1952. до 1969. године, Грб Еритреје престаје да има особине европских и постаје више амблем.